# Elżbieta Trylińska
Elżbieta Trylińska, Elżbieta Anna Krawczuk-Trylińska (Białystok, 1960. október 6. – Franciaország, 2017. december 13.) Európa-bajnoki ezüst- és bronzérmes lengyel atléta, magasugró.

## Pályafutása
Részt vett az 1980-as moszkvai olimpián. Az 1981-es fedett pályás Európa-bajnokságon Grenoble-ban ezüstérmes lett, majd 1987-ben Liévinben bronzérmet szerzett holtversenyben a keletnémet Susanne Beyerrel.

## Sikerei, díjai
- Fedett pályás Európa-bajnokság – női magasugrás
  - ezüstérmes: 1981, Grenoble
  - bronzérmes: 1987, Liévin